# 대한민국의 희극인 목록
대한민국의 희극인 목록은 대한민국의 방송사 전속 코미디언 목록이다.

## 방송사 공채 코미디언 목록

### 라디오

#### KBS 라디오
- 1977년 : 김학래

#### 라디오서울(MBC 라디오)
- 1961년 : (故)서영춘

#### DBS(동아방송)
- 1975년 : 강석

### TV

#### MBC(문화방송)
문화방송(MBC)은 1969년 TV 방송 시작과 함께 악극단 출신의 (故)구봉서, (故)송해, (故)박시명, (故)이순주 등이 출연하는 "웃으면 복이와요"를 방영했다. 이 프로그램을 통해 많은 희극인들이 TV 방송 데뷔를 했다.
- 1971년 : 배연정, 배일집

- 1972년 : 문영미

- 제1기 코미디 탤런트(1975년) : 이용식

- 제2기 코미디 탤런트(1978년) : 방미

- 1979년 : 한무

- 1981년
  - MBC라디오 주최 '81 MBC 개그맨 콘테스트(6월 1일) : 최양락(대상, 1982년 KBS로 이적), 엄용수(금상, 1982년에 KBS로  이적), 박승호(은상), 최미선(은상), 김보화(동상), 이상운(동상 1982년 KBS로 이적), 이우석(동상), 이경규(인기상), 박세민, 김정렬, 조정현,  김명덕, (故)이하원
  - 제3기 코미디 탤런트(11월): 김덕성, 김학성, 김종석, 나도국, 정귀영, 근종기, 박경순, 김혜영, 전정희, 김영옥, 원경애, 이효신, 정성월, 이은순, 최미진

- 1982년
  - MBC라디오 주최 제2회 MBC 개그맨 콘테스트(6월 1일) : 최병서(대상, 인기상), 황기순(금상), 김문섭(김동성)(동상), 김창준, 이원승

- 제4기 코미디 탤런트(1983년 4월) : 단덕수

- 1983년
  - MBC라디오 주최 제3회 MBC 개그맨 콘테스트(1983년 6월 2일) : 최옥자(금상), 변종길(은상), 지영옥(동상), 정봉섭/홍성관(동상), 장용(장려상), 김은우, 김종석, 배영만, 이재포, 정재환

- 제5기 코미디 탤런트(1984년 4월): 김상호, 조재호

- 1986년 : 노유정(특채)

- 공채 1기(1987년)
  - '87 MBC 개그맨 콘테스트(1987년) : 이현주(대상), 이경실(금상), 정재윤, 김은태
  - '87 MBC 대학개그제(1987년) : 김성은(은상), 최홍림(동상)

- 공채 2기(1988년,1989년)
  - 제2회 MBC 개그맨 콘테스트 : 이옥주(대상), 박미선(금상), 손병재(은상), 정진수(동상), 김형진(동상), 이웅호(동상)
  - 제3회 MBC 개그맨 콘테스트 : 서승만(대상), 김종하, 김완섭, 신경숙(특채), 최왕순

- 공채 3기(1991년,1992년)
  - '91 MBC 개그콘테스트 : 최성훈(최승만), 이영자(특채)
  - 1992년 : 이휘재(특채), 김한석(특채)

- 공채 4기(1993년)
  - '93 MBC 개그콘테스트(4월 7일) : 홍기훈(대상), 서경석(금상), 이윤석(은상), 박명수(장려상), 김학도(장려상), 표영호(장려상), 나경훈, 오승환, 서춘화
  - 1993년 : 강호동(특채)

- 공채 5기(1994년) : 정찬우, 김태균, 정성한, 김가연, 김광회, (故)김철민, 김소정

- 공채 6기(1995년) : 한재진, 이정용, 김진수, 김효진, 정준하(특채)

- 공채 7기(1996년) : 김현철(SBS 3기), 노정렬, 최현진, 전영미, 정경숙

- 공채 8기(1997년) : 고명환, 문경훈, 배호근, 전광희, 차승환, 여윤정

- 공채 9기(1998년) : 정성호, 고정호, 강우석, 방용화, 이칠선

- 공채 10기(1999년) : 이혁재, 박희진, 문천식, 라윤경, 박은헌

- 공채 11기(2000년) : 장재영, 손헌수, 이진환, 최병임, 이우제, 정용국, 안선영, 유재환

- 공채 12기(2001년) : 김선정, 양헌, 조인기, 양철수

- 공채 13기(2002년) : 추대엽, 조해욱, 김수미, 김미연, 윤설란

- 공채 14기(2004년) : 오나연, 이선미, 전환규, 김완기, (故)임준혁, 문용현, 곽신봉

- 공채 15기(2006년) : 조현민, 김두영, 김주연, 류경진, 이문원, 안용진, 이국주, 조승제, 채명성, 신동수, (故)함효주, 송병철(KBS 21기로 이적), 이승윤(KBS 21기로 이적), 오정태(특채), 김미려(특채), 김철민(특채), 김주철(특채), 이종호(특채), 박동근(특채)

- 공채 16기(2007년) : 이태영, 성은채, 김경진, 황제성, 이시온, 박초은, 유도균, 최우람, 이석재, 홍성진, 김대성(KBS 23기로 이적), 허안나(특채, KBS 24기로 이적)

- 공채 17기(2008년) : 천수정, 권영기, 기승미, 송슬기, 유대은, 유상엽, 정명옥, 조성미, 최설아, 홍훤(KBS 26기로 이적)

- 공채 18기(2009년) : 김근현, 박지후, 박진용, 양해림, 이지성, 이지수, 이정규, 최재호, 한윤서, 김영희(KBS 25기로 이적)

- 공채 19기(2012년) : 이명훈, 김병준, 김용재, 김현주, 도대웅, 박찬혁, 현정, 신완순, 심정은, 유미선, 윤상민, 장윤희

- 공채 20기(2013년) : 권형준, 김마주, 김상희, 김예슬, 김정구, 오지환, 이성배, 허민행

#### TBC(동양방송)
1980년 12월 1일 언론통폐합으로 TBC 소속의 희극인들은 KBS 또는 MBC 소속으로 이적했다.
- 1970년 : 문영미
- 1975년 : 김병조
- 1977년 : 주병진
- 1978년 : 강석
- 1979년 TBC 개그콘테스트(공채 1기) : 서세원, 엄용수, 전유성, 손철, 이용근, 이홍렬, 김병조
- 1980년 TBC 개그콘테스트(공채 2기) : 김은우 / 이성미(대상) 정명재(금상), (故)김형곤(은상), 장두석, (故)이하원, 손경수, 조정현

#### KBS(한국방송)
- 1980년 언론통폐합으로 이전에 경쟁 관계였던 TBC와 KBS의 희극인이 같은 방송국 소속이 된다.
- 한편 TBC 동양방송의 고전유머극장 같이 이전과 변함없이 방영되는 프로도 있었다.

| 기수 | 연도   | 구분 | 이름 | 비고                                            |
| ---- | ------ | ---- | --- | ----------------------------------------------- |
|      | 1971년 | 특채 | 문영미 | 이후 MBC로 이적                                 |
|      | 1981년 | 특채 | 김정식, (주병진 1981년 KBS 데뷔 이적 처음 첫 전향 교체 1984년 MBC 데뷔 이적 처음 첫 전향 교체), (김은우 1981년 KBS 데뷔 이적 처음 첫 전향 교체 1983년 MBC 데뷔 이적 처음 첫 전향 교체), (최병서 1981년 KBS 데뷔 처음 첫 전향 교체 1982년 MBC 데뷔 이적 처음 첫 전향 교체),임하룡 1982년 1월 김은우 최병서 MBC 개그콘테스트 처음 첫 전향 교체 데뷔 이적 |                                                 |
| 1기  | 1982년 | 공채 | 노영석/이승오(금상), 심형래(동상), 이선민, 이경래 | '82 KBS 개그콘테스트(1982년 5월 15일)           |
| 2기  | 1983년 | 공채 | 김미화/이정문(은상) | '83 KBS 개그콘테스트(1983년)                    |
| 2기  | 1984년 | 공채 | 이경애(대상), 이봉원(동상), 임미숙(동상), 김한국, (故)조금산, 김혜정, 김재훈, 김선우 | '84 KBS 개그콘테스트(1984년 6월 5일)            |
| 3기  | 1985년 | 공채 | 김용, 팽현숙 | '85 KBS 개그콘테스트                            |
| 3기  | 1985년 | 공채 | 김의환(은상), 최홍림(동상) | '85 전국대학생 유머개그대회(1985년 4월 30일)    |
| 4기  | 1986년 | 공채 | 이현순, 임인하, 전형진, 조문식, 서원섭, 정우진, 한정호, 김황우, 박현웅, 박승대, 김정빈, 김호남, (故)양종철, 김영선, 하상훈, 이숙녀, 곽재문, 김혜란 | 제1기 코미디 탤런트                             |
| 5기  | 1987년 | 공채 | 오재미, 김진호, (故)오성우, 이희구, 최형만, 안숙희, (故)윤혜영, 김종국 | '87 KBS 개그콘테스트                            |
|      | 1990년 | 특채 | 이창훈 |                                                 |
| 6기  | 1990년 | 공채 | 김지선(대상), 서인석(금상) 서현선(은상), 김찬, 배동성, 백현욱, 김현영, 문형주, 안수미, 김민석, 김찬 | '90 KBS 코미디 탤런트 선발대회(1990년 5월 28일) |
| 7기  | 1991년 | 공채 | 김용만/양원경(대상), 이영재(금상), 남희석/전효실(은상), 김국진/금병완/박병득(목사로 전업)/박수홍(동상), 유재석/최승경/김수용/윤기원(탤런트 전업)/엄정필(장려상) | 제1회 KBS 대학개그제(1991년 5월 5일)            |
| 8기  | 1991년 | 공채 | 김광현, 한송이, 남진아, 윤국일, 정헌범, 이정표, 한상우, 한상진, 황창주, 신재수, 김만호 | 제1회 KBS 전국만담대회(1991년 12월 8일)         |
| 9기  | 1992년 | 공채 | 장미화(대상), 이창명(금상), 조혜련, 권영찬, 박수림, 손동환, 세리, 허동환, 김병재 | '92 KBS 대학개그제(1992년 8월 15일)             |
| 10기 | 1993년 | 공채 | 이태식, 이덕재 |                                                 |
| 10기 | 1993년 | 특채 | 장웅, 지석진, 김생민, 백재현, 송은이 | KBS2 《청춘스케치》                             |
| 11기 | 1994년 | 공채 | 심원철(대상), 이병진, 김경희, 서길자, 홍석우 | '94 KBS 대학개그제(1994년 2월)                  |
| 11기 | 2000년 | 특채 | 강남영(편입 전 SBS 3기 개그맨) |                                                 |
| 12기 | 1995년 | 공채 | 공기탁(공성수)(대상), 이장숙/김숙(은상), 홍석천(동상), 황승환, 유은주(육지민), 한상규 | '95 KBS 대학개그제(1995년 1월 30일)             |
| 13기 | 1997년 | 공채 | 양재희, 김미자, 김현기, 박성호, 박준형, 서동균, 이승환, 이상철, 유재현, 임혁필, 손윤상, 김현희 |                                                 |
|      | 1999년 | 이적 | 강성범, 심현섭 |                                                 |
| 14기 | 1999년 | 공채 | 김미진, 김성희, 김지혜, 김대희, 김영철, 김준호(전 SBS개그맨), 김상태, 박은혜 |                                                 |
| 15기 | 2000년 | 공채 | 김혜진, 남상호, 권혜수, 남진우, 양희성, 홍종호(가수 노이즈 출신), 조수원, 정종철, 윤석주 |                                                 |
| 16기 | 2001년 | 공채 | 최희선, 허태희(허승재), 김기수, 김인석, 김시덕, 김영삼, 손소연, 윤선희, 이재훈, 정명훈, 윤성호 |                                                 |
| 16기 | 2003년 | 특채 | 엄태경(엄경천), 윤성호(16기로 편입 전 SBS 개그맨), 최국 |                                                 |
| 17기 | 2002년 | 공채 | 정형돈, 이정수, 김다래, 권진영, 김병만, 김민정, 이경우 |                                                 |
| 18기 | 2003년 | 공채 | 강주희, 김진철, 김병헌, 류담, 서남용, 이동혁, 오지헌, 장동혁, 채경선, 하지영(데뷔 당시에는 서지영) |                                                 |
| 18기 | 2003년 | 특채 | 이수근 |                                                 |
| 19기 | 2004년 | 공채 | 강유미, 김대범, 안상태, 안영미, 유상무, 유세윤, 윤경화, 최정화, 장동민, 홍인규, 홍경준, 황현희 |                                                 |
| 19기 | 2004년 | 특채 | 정철규 | KBS2 《폭소클럽》                               |
| 20기 | 2005년 | 공채 | 김선하, 유민상, 이상구, 조지훈, 김진, 신고은, 박휘순, 변승윤, 김지환, 김재욱, 정경미, 이동윤, 신봉선, 노우진 |                                                 |
| 20기 | 2005년 | 특채 | 변기수, 윤형빈, 이종훈 |                                                 |
| 21기 | 2006년 | 공채 | 권재관, 한민관, 박나래, 안일권, 김지민, 김경아, 홍순목, 김종은, 이상민, 이상호, 이혜석 |                                                 |
| 21기 | 2006년 | 특채 | 송병철, 곽한구, 김기열, 고혜성, 강일구, 이승윤 |                                                 |
| 22기 | 2007년 | 공채 | 곽현화, 김준현, 김지호, 박성광, 박영진, (故)박지선, 성현주, 송준근, 안윤상, 양상국, 양선일, 이광섭, 이원구, 장도연, 장효인, 정범균, 조윤호, 조준우, 최효종, 허경환, 허미영 |                                                 |
| 22기 | 2007년 | 특채 | 김원효 |                                                 |
| 23기 | 2008년 | 공채 | 김대성(전 MBC개그맨), 김민경, 김희원(데뷔 당시에는 김재성), 남영환, 류정남, 박소영, 오나미, 정태호, 조승희, 허민 |                                                 |
| 23기 | 2004년 | 특채 | 김영민 | KBS2 《폭소클럽》                               |
| 24기 | 2009년 | 공채 | 김선웅, 김성원, 류근지, 안소미, 이조원, 허안나 |                                                 |
| 25기 | 2010년 | 공채 | 권미진, 김기리, 김영희(25기로 편입 전 OBS, MBC 개그맨), 김장군(전 OBS 개그맨), 송영길, 신보라, 신종령, 이성동, 이희경, 장기영(전 OBS 개그맨), 정은선, 정지민 |                                                 |
| 26기 | 2011년 | 공채 | 김수영, 김정훈, 김태원, 김혜선, 이상훈, 이문재, 임우일, 정진영, 정승환, 정해철, 홍훤(전 MBC개그맨), 서태훈(26기로 편입 전 SBS개그맨), 류근일, 박소라, 홍나영 |                                                 |
| 27기 | 2012년 | 공채 | 김회경, 신윤승, 송필근, 남궁경호, 이찬, 곽범, 유인석, 임재백(데뷔 당시에는 임재훈), 정윤호, 김현기, 정찬민, 이수지(전 SBS개그맨), 박은영(전 SBS개그맨), 오기환 |                                                 |
| 28기 | 2013년 | 공채 | 김나희, 홍예슬, 황신영, 이예림, 조수연, 장유환(전 SBS개그맨), 복현규(전 SBS개그맨), 윤한민, 김병선, 장윤석, 박성호 |                                                 |
| 29기 | 2014년 | 공채 | 김니나, 김승혜(29기로 편입 전 SBS개그맨), 박보미, 송준석, 윤승현, 이상은, 이세진(전 SBS개그맨), 이창호, 이현정(29기로 편입 전 SBS개그맨), 임종혁(전 tvN개그맨), 정승빈, 정재형, 최재원, 홍현호 |                                                 |
| 30기 | 2015년 | 공채 | 심문규, 장하나, 송재인, 홍성현, 김민희, 조충현, 이창윤, 김원훈 |                                                 |
| 31기 | 2016년 | 공채 | 배정근, 방주호, 박진호, 조진세, 조래훈, 손별이, 이승환, 임성욱, 최희령, 황정혜 |                                                 |
| 32기 | 2018년 | 공채 | 이정인, 송이지, 엄지윤, 전수희, 이가은, 정진하, 박대승, 장준희, 이재율, 김두현, 민성준, 메이 | 마지막 공채                                     |

#### SBS(서울방송)
| 기수 | 연도             | 구분 | 이름 | 비고                                                                                  |
| ---- | ---------------- | ---- | --- | ------------------------------------------------------------------------------------- |
| 빈칸 | 1991년           | 이적 | 김학래, 이성미, 최양락, 심형래, 김미화, 이봉원, 김의환, 하상훈, 김종국, 최형만, 김지선 | KBS 공채 개그맨 출신                                                                  |
| 빈칸 | 1991년           | 이적 | 김병조, 서세원, 김은우, 최병서, 정재환, 박미선, 이옥주 | MBC 공채 개그맨 출신                                                                  |
| 빈칸 | 1991년           | 특채 | 구수한, 김재원, 박채규, 성창수, 신동엽, 유정화, 이재성, 장지연, 전창걸, 표인봉 |                                                                                       |
| 빈칸 | 1992년           | 이적 | 곽재문, 서인석 | KBS 공채 개그맨 출신                                                                  |
| 빈칸 | 1992년           | 이적 | 김은태, 김창준, 이웅호, 이현주 | MBC 공채 개그맨 출신                                                                  |
| 1기  | 1992년           | 공채 | 김경민, 김경식, 김윤희, 박순화, 윤정수, 이은주, 장명준, 장태준, 정선희, 정은숙, 최윤희 |                                                                                       |
| 2기  | 1993년           | 공채 | 김현동(김구라), 염경환, 이동우, 이상은, 홍록기 |                                                                                       |
| 3기  | 1994년           | 공채 | 강남영, 고은주, 김현철, 나도야(노숙자), 이강선, 장준원, 정성화, 최두영, 최미미, 홍호영 |                                                                                       |
| 4기  | 1995년           | 공채 | 김병우, 김지현, 맹영기, 문지연, 윤보경, 이영경, 이정길, 이정은, 조상범, 최민석, 황원식(황봉알) |                                                                                       |
| 5기  | 1996년           | 공채 | 강성범, 고두옥, 김준호(1999년 KBS로 이적), 김현정, 배진경, 심현섭(1999년 KBS로 이적), 안주형, 오미지, 오종철, 윤미지, 이은영, 이지영, 지상렬 |                                                                                       |
| 빈칸 | 1999년           | 특채 | 김늘메, 김재우, 김기수, 박보드레, 이상화, 최승태 | «코미디 살리기»⟨틴틴파이브 2기를 찾아라⟩                                              |
| 6기  | 2001년           | 공채 | 고석준, 윤성호(KBS 16기로 이적), 조세호, 박재석, 김주현, 박보드레, 김경욱, 최국, 엄태경(엄경천)(KBS 16기로 이적), 김범용 |                                                                                       |
| 6기  | 2002년           | 특채 | 문세윤 |                                                                                       |
| 빈칸 | 2003년           | 특채 | 이재형, 조영빈 |                                                                                       |
| 7기  | 2003년 12월 24일 | 공채 | 김태현, 이강복(이상 2명 '단무지 브라더스'), 김신영, 장경희, (故)김형은(이상 5명 '혼수상태'팀. 대상 수상), 심진화, 김필수, 김재우, 윤진영, 엄승백(이상 5명 '고교동창'팀. 금상 수상), 정만호, 윤택, 김일희, 윤성한(동상), 황영진(은상), 정현수(은상), 권성호, 변기수, 이종규(은상), 김대훈, 최기섭, 김형인, 박충수(동상), 최재욱(은상), 박상철(동상), 이동규, 최영수, 조우용(은상), 김기욱(동상), 박규선, 조원석, 양세형, 김홍준(홍춘)(동상), 김민수 |                                                                                       |
| 빈칸 | 2004년           | 특채 | 나상규 |                                                                                       |
| 8기  | 2005년           | 특채 | 권필, 권혁일, 남명근(남호연), 박영재, 박우광, 안삼성, 양세찬, 이동엽, 이용진, 이정수, 이진호, 이춘복, 정장석 | 계약서 사태로 생긴 공백으로 당시 스마일매니아 소속 연습생들을 웃찾사에 대거 투입한다. |
| 8기  | 2006년           | 공채 | 현병수, 김용현, 최은희, 정주리, 이경분, 최성민, 김영, 하박, 김용명, 종식, 강수현, 정민규, 이형(이준형), 장홍제(동상), 류용현, 홍동명, 김현정, 이은형, 고은영, 홍윤화, 김민, 조찬우 |                                                                                       |
| 9기  | 2007년           | 공채 | 이광득, 정아미, 양귀비, 유채하 김승혜(KBS 29기로 이적), 강대호, 김진곤, 이수한, 장유환(금상)(KBS 28기로 이적했으나 SBS로 복귀), 안시우, 이은희, 이혜실, 임준빈, 홍현희(동상), 송왕호(KBS 27기로 이적) |                                                                                       |
| 9기  | 2007년           | 특채 | 서태훈(KBS 26기로 이적) |                                                                                       |
| 10기 | 2008년           | 공채 | 김현중, 황은전, 한병준, 박은영(KBS 27기로 이적), 주성중(금상), 김병수, 이상철(은상), 이수지(KBS 27기로 이적), 임성훈, 강준(강완서), 권혁진, (故)최서인, 김건영, 김성기, 김다혜, 김민기, 최기영, 강재준(동상), 신흥재 |                                                                                       |
| 11기 | 2009년           | 공채 | 서기원, 안진호, 김윤호, 이민우, 전명환(특채), 김진아 |                                                                                       |
| 12기 | 2012년           | 공채 | 강아라, 고효심, 길용준, 김승진, 김정환, 박강균, 박민영, 박영규, 신찬미, 이성호, 이영준, 이현정(KBS 29기로 이적), (故)전영중, 최충호, 최백선, 최소연, 최수락, 조승구, 이원석 |                                                                                       |
| 13기 | 2013년           | 공채 | 김영구, 김영조, 김정현, 김현주, 박준호, 박지현, 박진영, 박진주, 박두현, 서현제, 홍명보, 유한결, 유룡, 이신명, 장다운, 이재형, 조인철, 정재형, 조정래, 한으뜸, 심영보 |                                                                                       |
| 14기 | 2014년 2월       | 공채 | 정철욱, 이창엽(이솔찬), 이수빈, 도광록, 김승호, 황지현, 이재훈, 이호찬, 윤효정(윤효동), 주현정, 이혜지, 최부기, 김다혜(한다혜), 고동수, 박지선, 구혜리 |                                                                                       |
| 15기 | 2015년 4월       | 공채 | 김륜희, 김지석, 김형준, 김환석, 민지영, 박형민, 송이지(KBS 32기로 이적), 양준모, 오복남, 유재필, 임미나, 임지현, 전수희(15기 편입전 MBN, KBS 32기로 이적), 전승배, 정승우, 정호철, 장슬기 |                                                                                       |
| 빈칸 | 2016년 2월       | 이적 | 황현희 | KBS 공채 개그맨 출신                                                                  |
| 16기 | 2016년 5월       | 공채 | 김리안, 김지영, 김진주, 한송희, 박지성, 고권오, 김종원, 조훈, 박종욱, 주희중, 이용주, 김민수, 이선민 |                                                                                       |

#### 울산MBC
- 공채 1기(2003년) : 김보규, 최욱

#### OBS
- 공채 1기(2008년 6월) : 김두봉, 김영희(MBC 18기, KBS 25기로 이적), 김장군(KBS 25기로 이적), 김현정, 김훈정, 민들레, 박지혜, 서성금, 류대산, 윤명삼, 장기영(KBS 25기로 이적)

#### MBN
- 공채 1기(2011년 9월): 김범준, 정구양, 김같이, 김보규, 이세영, 김여운, 오충환, 이명백, 김정현, 김진태, 공민영, 박병규, 박공주, 오민우, 이기수, 이현기, 전수희(KBS 32기로 이적), 문제영

#### tvN
- 2012년 : 김주호, 박상현, 허성욱
- 2013년 : 김명선, 안가연, 임종혁(KBS 29기로 이적), 양혜지
- 2014년 : 김완배, 김일권, 박민성, 손민수, 윤미숙, 양기웅, 하준수, 양배차, 이한별, 최주연, 이은지
- 2015년 : 김다온, 이병호
- 2016년 : 설명근, 김승희
- 2017년 : 안양교, 김주환, 김건, 최지용, 최우선, 신규진, 허미진, 조영빈, 김주연
- 2018년 : 김해준, 나보람, 윤기석, 김민호, 임건희, 남희정, 김태길, 전재민, 이창한, 강주원, 다나카 료
- 2020년 : 박경호, 김체리, 오정율
- 2021년 : 김시우, 서유기, 이지수

#### 코미디 TV(현 IHQ)
- 2019년(스마일킹) : 송치호, 이종헌

### 그외 데뷔 연도순 코미디언 목록
- 1942년 : (故)양석천(빅터가극단), (故)양훈(성보악극단)
- 1945년 : (故)구봉서(태평악극단)
- 1946년 : (故)김희갑(동협극단), (故)배삼룡(민협악극단)
- 1948년 : (故)곽규석
- 1949년 : (故)남성남
- 1952년 : (故)임희춘(동협극단)
- 1955년 : (故)송해(창공악극단)
- 1958년 : (故)백금녀(영화 《공처가》 데뷔)
- 1963년 : (故)남보원(스타탄생 코미디 1위 수상)
- 1964년 : 이상해
- 1965년 : (故)이주일(샛별악극단)
- 1967년 : (故)백남봉(물랑루즈쇼단)
- 1973년 : 권귀옥(MBC 《웃으면 복이와요》 데뷔)
- 1975년 : 김병조(TBC 《살짜기 웃어예》 데뷔)
- 1990년 : 이창훈(KBS2 《코미디 하이웨이》 데뷔)
- 1999년 : 배칠수(슈퍼보이스탤런트 선발대회 대상)
- 2000년 : 남창희(SBS 《기쁜 우리 토요일》 데뷔)